# Сан Хосе Дос (Панаба)
Сан Хосе Дос (шп. San José Dos) насеље је у Мексику у савезној држави Јукатан у општини Панаба. Насеље се налази на надморској висини од 6 м.

## Становништво
Према подацима из 2005. године у насељу је живело 5 становника.

### Хронологија
| Година       | 2005 |
| ------------ | ---- |
| Становништво | 5    |

### Попис
| # | Индикатор                        | Вредност |
| - | -------------------------------- | -------- |
| 1 | Укупно појединачних домаћинстава | 1        |